# ۱۱۳۶ (قمری)
۱۱۳۶ (قمری)، هزار و صد و سی و ششمین سال در گاهشماری هجری قمری است. اول محرم این سال برابر با اول اکتبر سال ۱۷۲۳ میلادی است.